# XS Project
XS Project är en rysk musikduo grundad 2002 som främst skapar musik av stilen Pumping House, Hardbass, och liknande. Medlemmarna är grundarna av marknadsföringsföretaget Progressive Фактор, som är engagerade i marknadsföring av DJ:s och organisering av evenemang. XS Project släppte 8 album, dessutom användes deras spår ofta i sammanställningar, bland andra ЛенЭнергия-samlingarna, som först släpptes 2003 för Просвет Records.

## Historia

### 2002
2002 undertecknade Dance Planet ett kontrakt med TEM Project, som specialiserat sig på släppning av trance-musik. Dance planet vill att TEM-Project endast ska släppa Trance-musik, och därför kan de inte släppa pump under samma namn. Här kommer Vlads idé, XS Project bra till hands. Vlad, Levon och Andrey bestämmer sig för att separera projekten efter stilar. TEM Project släpper Trance för Dance Planet, och under namnet XS Project släpper de pump under KDK Records. 

### 2003
2003 deltog XS Project i inspelningen av det första numret av ЛенЭнергия med låten "Lead & Wood". Enligt texten i CD-fodralet består XS Project av Levon och Vlad. I maj samma år lämnar Vlad XS Project och blir ersatt av Andrey Andriyanov. Han är den av de tre som tecknat kontrakt med dance planet. I de senare utgåvorna av TEM Project är Andrey ensam artist. Under detta år skapades XS Projects första album, "Мы Колбасим На Танцполе" under Просвет Records och KDK Records.

### 2004-2007
Under denna period släppte XS Project fem egna album. Alla deras album från denna period släpptes på CD, men vissa även på kassett.